# Le Coudray-Saint-Germer
Le Coudray-Saint-Germer är en kommun i departementet Oise i regionen Hauts-de-France i norra Frankrike. Kommunen ligger i kantonen Le Coudray-Saint-Germer som tillhör arrondissementet Beauvais. År 2022 hade Le Coudray-Saint-Germer 857 invånare.

## Befolkningsutveckling
Antalet invånare i kommunen Le Coudray-Saint-Germer
| Referens: INSEE |